# Erssonita
L'erssonita és un mineral de la classe dels sulfats que pertany al grup de la wermlandita. Rep el nom en honor del mineralogista aficionat suec Dr. Anders Ersson (n. 1971).

## Característiques
L'erssonita és un sulfat de fórmula química CaMg₇Fe³⁺₂(OH)₁₈(SO₄)₂(H₂O)₆·6H₂O. Va ser aprovada com a espècie vàlida per l'Associació Mineralògica Internacional l'any 2021, sent publicada per primera vegada el mateix any. Cristal·litza en el sistema trigonal. És l'anàleg de Fe3+ de la wermlandita.
Les mostres que van servir per a determinar l'espècie, el que es coneix com a material tipus, es troben conservades a les col·leccions del Museu Mineralògic Fersmann, de l'Acadèmia de Ciències de Rússia, a Moscou (Rússia), amb el número de registre: 5669/1, i a les col·leccions mineralògiques del Museu Suec d'Història Natural, situat a Estocolm (Suècia), amb el número de col·lecció: #20210001.

## Formació i jaciments
Va ser descoberta a la mina de Långban, situada a Filipstad (Comtat de Värmland, Suècia), on es troba en forma de cristalls incolors hexagonals laminats i aplanats sobre [0001], de fins a 0,5 mm de diàmetre i de fins a 10 μm de gruix, que es produeixen principalment com a agregats a les cavitats de la roca dolomítica. Aquest indret és l'únic a tot el planeta on ha estat descrita aquesta espècie mineral.